# 王审邽墓
王审邽墓，又称武肃王陵，位于中国福建省泉州市丰泽区华大街道新铺社区皇迹山，王审邽于唐天佑二年（905年）下葬，1993年—2004年，王氏后裔捐资整修墓葬。坐北朝南。全长100.85米，宽27.05米，占地面积2728平方米。砖石结构，环砌青砖，上为封土。墓前尚存花岗岩石砌的三级台座及残存墓体周围石基。2005年5月11日公布为第六批福建省文物保护单位。

## 图集
- 大门
- 主墓道
- 福建省级文物保护单位碑
- 泉州市级文物保护单位碑
- 武肃王纪念堂
- 大门
- 主墓道